# Alap (Hongarije)
Alap is een plaats (község) en gemeente in het Hongaarse comitaat Fejér. Alap telt 2143 inwoners (2001).